# Ven por mí
«Ven por mí» es una canción interpretada por la cantante española Edurne, escrita por Ben Copland, Jimmy Monell, Lisa Lindeberg y Luis Álvarez de Toledo (adaptación de la letra al español). 
Se lanzó en 2007 como primer sencillo de su segundo álbum Ilusión. 

## Información
Es una adaptación al español de la canción "Come With Me" de la cantante holandesa Sita de 2003. Es la canción que mejor prueba que Ilusión es un álbum menos desgarrado y más dance.

## Vídeo musical
En el vídeo un viejo Cadillac se avería en un paraje solitario con Edurne al volante. A partir de esta situación se desarrolla una trama rodada en blanco y negro, mezcla de realidad y ficción a través de un misterioso sueño. La coreografía fue realizada por Fidel Buika mezclando danza clásica y moderna.

## Formatos
Descarga digital
| Descarga digital |              |          |  |
| N.º              | Título       | Duración |  |
| 1.               | «Ven por mí» | 4:22     |  |

| Descarga digital - Ven Por Mí (Come With Me) - EP de remixes |                                                   |          |  |
| N.º                                                          | Título                                            | Duración |  |
| 1.                                                           | «Ven por mí (Come With Me) [Eléctrico Club Mix]»  | 6:58     |  |
| 2.                                                           | «Ven por mí (Come With Me) [Eléctrico Radio Mix]» | 4:37     |  |
| 3.                                                           | «Ven por mí (Come With Me) [Radio Edit]»          | 3:56     |  |